# Michael Seeber (Filmproduzent)

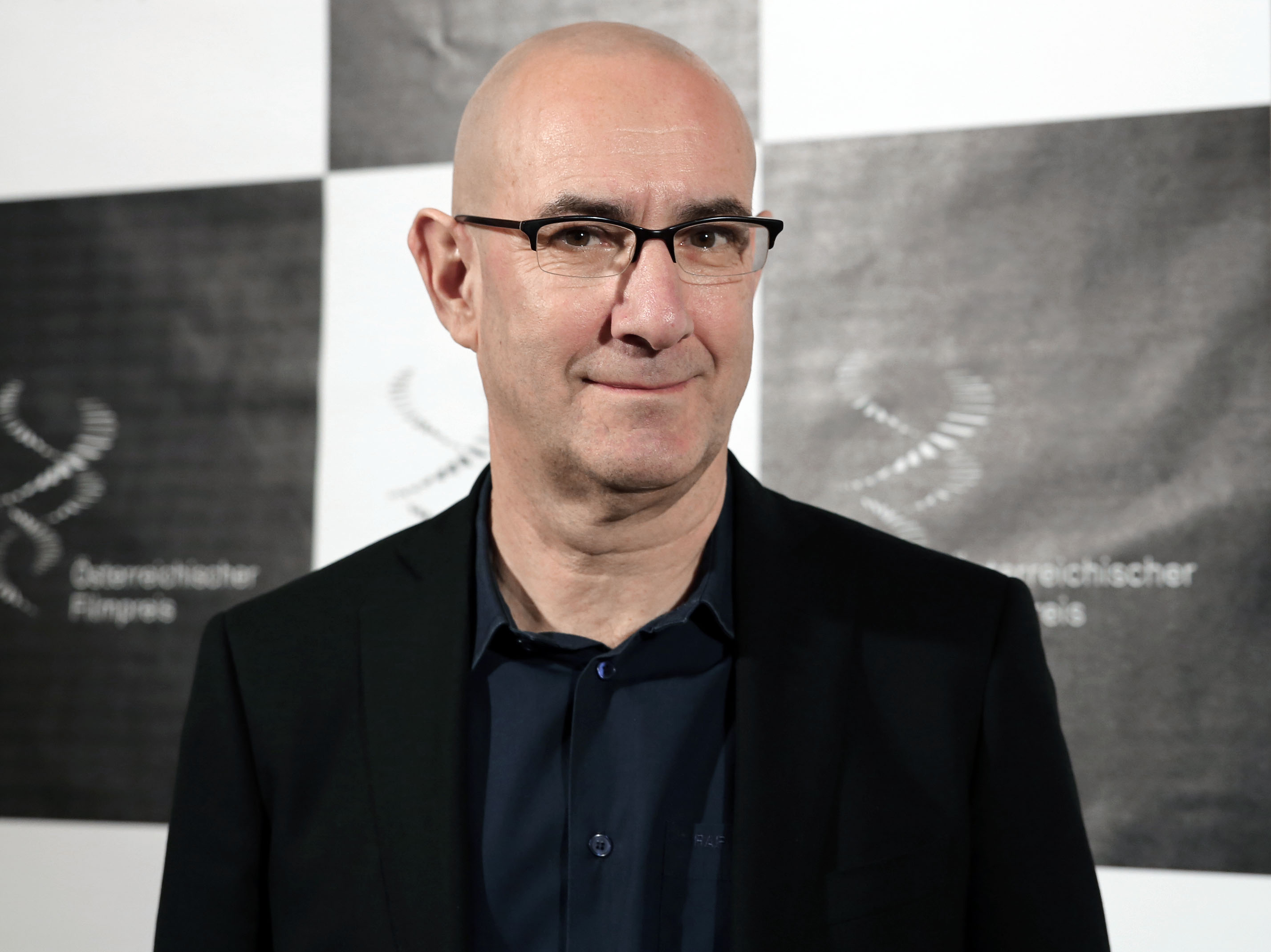
Michael Seeber (2013)

Michael Seeber (* 14. September 1954 in Innsbruck) ist ein österreichischer Filmproduzent, Drehbuchautor, Dramaturg und Filmregisseur.

## Leben
Michael Seeber studierte Biochemie in Innsbruck und Mainz. 1978 begann er im Innsbrucker Kellertheater als Schauspieler und Regisseur zu arbeiten (u. a. mit Tobias Moretti und Klaus Rohrmoser). Nach seiner Übersiedlung nach Wien gründete er 1988 die Filmproduktionsfirma Prisma Film. Seit 2007 ist er als freier Filmproduzent, Drehbuchautor, Dramaturg und Filmregisseur tätig, wobei er vor allem mit Golden Girls Filmproduktion, Framelab Filmproduktion und blueandgreen communication zusammenarbeitet.
Seeber ist Mitglied der Europäischen Filmakademie sowie der Akademie des Österreichischen Films.

## Filmografie
- 1990: Burn Out. Medizin an den Grenzen (Produzent)
- 1990: Postadresse: 2640 Schlöglmühl (Projektkoordinator)
- 1992: Koshmar – Gebt mir ein Leitbild (Produzent, Drehbuchautor)
- 1992: Running Wild (Produzent)
- 1992: Schuld und Gedächtnis (Produzent)
- 1992: Wien 1938. Heimkehr in ein fremdes Land (Produzent)
- 1994: Gehorsam und Verweigerung (Produzent)
- 1994: Kameni Grad – Stadt aus Stein (Produzent)
- 1994: Rätsel Zeit (Produzent, Drehbuchautor)
- 1995: Im Bannkreis (Produzent)
- 1995: Teddy Kollek (Produzent)
- 1995: Der Weg nach Eden (Produzent)
- 1996: Achtung Staatsgrenze (Produzent)
- 1996: Am Stein (Produzent)
- 1996: Chargaff – Ein Irokese aus Czernowitz (Produzent)
- 1996: Die Geschichte einer Vertreibung (Produzent)
- 1996: Die totale Therapie (Produzent)
- 1997: Rest in Pieces – Joe Coleman (Produzent)
- 1999: Beresina oder Die letzten Tage der Schweiz (Koproduzent)
- 1999: Daydream Nation (Produzent)
- 1999: Luna Papa (Associate Producer)
- 1999: Ein Zufall (Koproduzent)
- 2001: Bella Martha (Koproduzent)
- 2001: Lovely Rita (Executive Producer)
- 2002: Vollgas (Produzent)
- 2008: Fluchtziel Europa – Jenseits vom Traum (Produzent)
- 2009: Food Design (Drehbuchautor)
- 2011: Hot Spot (Drehbuchautor)
- 2011: Mama Illegal (Produzent)
- 2011: Der Prozess (Produzent)
- 2011: Schwarzkopf (Produktion)
- 2011: Überleben in Venedig (Produzent)
- 2012: Earthmoving (Produzent)
- 2012: Tomorrow You Will Leave (Produzent)
- 2012: Das Venedig Prinzip (Koproduzent)
- 2013: Everyday Rebellion (Produzent)
- 2013: Food Markets: In the Belly of the City. Vienna – Naschmarkt (Produzent, Regisseur)
- 2013: Jakarta Disorder (Produzent)
- 2014: Global Shopping Village (Produzent)
- 2015: A Good American (Produzent)

## Auszeichnungen
- Theodor-Körner-Preis für Literatur (1986)[2]
- Österreichischer Filmpreis 2013 – Bester Dokumentarfilm (für Der Prozess; gemeinsam mit Gerald Igor Hauzenberger)[4]